# Pomperipossa in Monismania
"Pomperipossa in Monismania" (também chamado de Pomperipossa in the World Of Money) é um conto infantil satírico escrito pela escritora infantil sueca Astrid Lindgren em resposta à alíquota marginal de 102% que a fisgou em 1976. Foi publicado a partir de 3 de Março de 1976, no tablóide Expressen, da capital sueca Estocolmo, e criou um grande debate sobre o sistema tributário sueco.
A alíquota marginal acima de 100%, apelidada de 'efeito Pomperipossa', se devia à legislação tributária sueca, que exigia que os trabalhadores autônomos pagassem o imposto de renda regular e as taxas do empregador.
A história, uma alegoria satírica sobre um escritor de livros infantis de um país distante, levou a um debate tributário tempestuoso e é frequentemente atribuída como um fator decisivo na derrota do Partido Social-Democrata Sueco, pela primeira vez em 40 anos, nas eleições do final do mesmo ano. Astrid, no entanto, continuou a apoiar o partido por toda a sua vida.

## Ligações Externas
- Short article about Pomperipossa in Monismania from the Astrid Lindgren website
- English version